# Zsa Zsa Gabor
Zsa Zsa Gabor (ˈʒɑːʒɑː ˈgɑːbɔr, gəˈbɔr), född Sári "Zsazsa" Gábor den 6 februari 1917 i Budapest, Ungern (i dåvarande Österrike-Ungern), död 18 december 2016 i Bel-Air i Los Angeles, Kalifornien, var en ungersk-amerikansk skådespelerska och "societetslejon".
Gabor gjorde scendebut i Wien som femtonåring och år 1936 valdes hon till "Fröken Ungern". Hon kom till USA år 1941. Gabor medverkade i cirka 40 film- och TV-produktioner. Hon var syster till skådespelarna Magda Gabor (1915–1997) och Eva Gabor (1919–1995).

## Biografi
Bland hennes äkta män fanns hotellägaren Conrad Hilton, som var far till Gabors enda barn, dottern Constance Francesca Gabor Hilton (1947–2015). Gabor erhöll dyra gåvor från general Rafael Trujillo, diktator i Dominikanska republiken, och detta ledde till att en amerikansk kongressledamot yttrade orden att "Gábor är den dyraste kurtisanen i världen sedan Madame de Pompadour". Hon var en förekommande gäst i diverse underhållningsprogram i TV, däribland The Fresh Prince of Bel-Air. Gabor bodde länge i Bel-Air.
Gabor hade en långvarig fejd med skådespelaren Elke Sommer som började år 1984 och ledde till att Gabor och hennes make Frédéric Prinz von Anhalt år 1993 dömdes att betala flera miljoner dollar i skadestånd till Sommer.
Gabor skadades i en bilolycka år 2002 och drabbades senare av en stroke och vistades på sjukhus i flera omgångar. År 2011 amputerades hennes högra ben ovanför knät.
En av hennes nio makar, George Sanders, gifte sig efter skilsmässan med systern Magda Gabor.
År 1960 tilldelades hon en stjärna för sina insatser inom televisionen på Hollywood Walk of Fame vid 6915 Hollywood Blvd.
Zsa Zsa Gabor avled år 2016 vid 99 års ålder, femtio dagar innan sin 100-årsdag. Hon är begravd i Westwood Village Memorial Park i Los Angeles.

## Filmografi i urval
- 1952 – Paradis med sex
- 1952 – Vi är inte gifta!
- 1952 – Målaren på Moulin Rouge
- 1953 – Störst är kärleken
- 1953 – Lili
- 1954 – Cirkus för hela slanten
- 1956 – En djävulsk plan
- 1958 – En djävulsk fälla
- 1959 – För första gången
- 1962 – Drömbruden
- 1963–1964 – Burke's Law (TV-serie)
- 1965 – Gilligan's Island (TV-serie)
- 1967 – Bröderna Cartwright (TV-serie)
- 1967–1970 – Rowan & Martin's Laugh-In (TV-serie)
- 1968 – Läderlappen (TV-serie)
- 1980 – Kärlek ombord (TV-serie)
- 1987 – Terror på Elm Street 3 – Freddys återkomst (cameo)
- 1991 – The Fresh Prince of Bel-Air (TV-serie)
- 1992 – Den nakna sanningen
- 1993 – Snövit och de sju dvärginnorna (röst)
- 1993 – Nyinflyttade i Beverly Hills (cameo)
- 1994 – This Is Your Life (TV-serie) (hedersgäst)